# Гафтор Юліус Бйорнссон
Гафтор Юліус Бйорнссон (ісл. Hafthór Júlíus Björnsson, нар. 26 листопада 1988, Рейк'явік, Ісландія) — ісландський стронгмен, колишній баскетболіст та відомий актор кіно. Переможець змагання Найсильніша людина планети 2018, Найсильніша Людина Європи 2014. Чотири рази починаючи з 2011 року стає Найсильнішою Людиною Ісландії. Також відомий за роль Грегора Клігана у серіалі Гра Престолів.

## Життєпис

### Кар'єра бакскетболіста
Свою спортивну кар'єру почав як баскетболіст. Зі зростом понад два метри він став відомий своїми виступами за ісландську баскетбольну команду K.R. Basket як центральний гравець. Згодом його викликали до Національної збірної Ісландії з баскетболу.
У сезоні 2007/08 перейшов до професійної команди з Першого дивізіону БК Селфосс.
У віці 20 років через болі в коліні був змушений закінчити перспективну кар'єру баскетболіста.

### Кар'єра стронгмена
У 2008 у тренажерній залі «Якабол» Гафтор зустрів іншого відомого ісландського стронгмена — Маґнуса вер Маґнуссона. Той порадив йому почати займатися стронґменом. Після цього він почав наполегливо займатися і вже скоро у 2010 році він взяв участь у змаганні за звання Найсильнішої Людини Ісландії де посів третє місце. Окрім цього брав участь у змаганні Найсильнішого Вікінґа Ісландії.
Згодом брав участь у змаганні Йон Палл Сіґмарссон Класік, де посів друге місце після Браяна Шоу. 4 червня 2011 виграв змагання Найсильніша Людина Ісландії. Того ж року брав участь у змагання Гіганти НаЖиво що проходило в Польщі.
31 січня 2015 побив 1000 річний національний рекорд Ісландії у змаганні Найсильніший Вікінґ що проходив в Норвегії.
Також брав участь у змаганні за звання Найсильнішої Людини Світу 2011 де у загальному заліку посів шосте місце. У 2012 та 2013 році займав вже третє місце. У 2014 році посів друге після чинного переможця Жидрунаса Савіцкаса місце. Того ж року виграв змагання Найсильніша Людина Європи.
У березні 2020 року здобув перемогу на турнірі Arnold Strongman Classic 2020.
3 травня 2020 року Бйорнссон встановив новий рекорд у становій тязі, піднявши штангу вагою 501 кг. Через пандемію коронавірусу офіційний статус рекорду не затверджений, тому що він був встановлений не в рамках офіційних змагань, а у власному тренажерному залі спортсмена.

### Кар'єра боксера
15 січня 2021 року в Дубаї відбувся дебютний боксерський бій Гафтора Бйорнссона проти британського професійного боксера Стівена Ворда. Бій був виставковий, тому його результатом стала нічия.

## Особисті рекорди
- Присідання — 490 кг
- Жим лежачи — 330 кг
- Станова тяга — 570 кг

## Фільмографія
| Рік       |     | Українська назва  | Оригінальна назва       | Роль                                |
| --------- | --- | ----------------- | ----------------------- | ----------------------------------- |
| 2014—2019 | с   | Гра престолів     | Game of Thrones         | Ґреґор "Гора" Клеґейн (17 епізодів) |
| 2015      | док |                   | Eddie: Strongman        | у ролі самого себе                  |
| 2018      | ф   | Кікбоксер: Реванш | Kickboxer: Retaliation  | Монгкут                             |
| 2022      | ф   | Варяг             | The Northman            | Торфінн                             |
| 2026      | ф   | Володарі всесвіту | Masters of the Universe | Goat Man                            |